# Триест
Трие́ст (итал. и вен. Trieste [triˈɛste], нем. и фриул. Triest [tʁiˈɛst], словен. и хорв. Trst [tə́ɾst], лат. Tergeste, Tergestum) — город в Италии, столица области Фриули-Венеция-Джулия. Административный центр одноимённой провинции. В прошлом — вольный имперский город, столица Австрийского Приморья, обособленная свободная территория.
Триест расположен на северо-западе Балканского полуострова, в глубине Триестского залива Адриатического моря, в 145 км к востоку от Венеции, рядом со словенской границей. По данным переписи 1991 года, население города составляло 231 тысячу человек; а в 2007 году — 203 356 человек.
Покровителем города считается Иуст Триестский. Праздник города — 3 ноября.

## История
Триест упоминается Цезарем в «Записках о Галльской войне» как Тергест. Первые городские стены были построены при Октавиане, который в 33 году до н. э. также велел приспособить бухту для приёма судов. Позднее Тергест оказался в тени близлежащей Аквилеи.
В средние века значительный торговый центр, за который шла борьба различных государств. Итальянский король Лотарь II в 947 году сделал его свободной общиной во главе с епископом-графом. В 1202 году захвачен Венецианской республикой, долгое время пытался освободиться, взывая к помощи императора и Габсбургов. Последним горожане присягнули на верность в 1382 году.
Хотя на протяжении столетий Триест оставался главным (а подчас и единственным) портом Габсбургской монархии, его развитие шло настолько медленно, что ещё в начале XVIII века это был мало чем примечательный, сонный городишко с населением в 5,7 тысяч жителей. Карл VI Габсбург, озаботившись устройством морского сообщения с новоприобретёнными владениями на юге Италии, в 1719 году объявил Триест вольным имперским городом.
Дарованные императором привилегии положили начало бурному росту Триеста. В 1861 году был принят устав Триеста, город становился одной из коронных земель Австрии, представительным органом стал городской совет, исполнительным органом административный комитет во главе с подеста. К 1891 году, когда права вольного города были отозваны, Триест вырос в 27 раз. Две трети населения в то время составляли итальянцы. Австро-венгерский Триест рубежа веков — один из крупнейших портов Средиземноморья, а сверх того и жемчужина т. н. Австрийской Ривьеры, где проводили зимние месяцы высшие слои венского общества.
Итальянское королевство с момента своего образования (1860) считало приобретение Триеста одной из целей своей внешней политики и под гарантии Лондонского пакта (по которому страны Антанты обещали Триест итальянцам) вступило в Первую мировую войну. По итогам войны к Италии отошёл не только Триест, но и почти всё Австрийское Приморье, из которого был образован регион Венеция-Джулия.
В 1943—1945 годах, во время Второй мировой войны, Триест находился под немецкой оккупацией; здесь действовал концлагерь Рисиера ди Сан Савва. В 1945—1947 годах управлялся англо-американскими военными властями; в 1947—1954 годах Триест с небольшим округом составлял т. н. Свободную территорию Триеста под контролем этих властей. По итало-югославскому договору 1954 года (при участии Великобритании и США) Триест и территории к северу от него перешли к Италии, а территории к югу от Триеста — к Югославии (после её распада — разделена между Словенским Приморьем и хорватской жупанией Истрия).
Проф. Ренато Ризалити писал, что Димитров настаивал, чтобы Тольятти способствовал переходу Триеста к Югославии; тогда как Сталин, напротив, вынудил Тито оставить Триест союзным войскам. По мнению Ризалити, Сталин, возможно, был против намерения Тито и Димитрова создать сильную Югославию и стоял за утверждение советской гегемонии на Балканах.

## Климат
| Показатель                    | Янв. | Фев. | Март | Апр. | Май  | Июнь  | Июль | Авг.  | Сен.  | Окт. | Нояб. | Дек. | Год    |
| ----------------------------- | ---- | ---- | ---- | ---- | ---- | ----- | ---- | ----- | ----- | ---- | ----- | ---- | ------ |
| Средний суточный максимум, °C | 7,0  | 8,7  | 12,0 | 16,8 | 21,8 | 25,4  | 28,1 | 27,4  | 23,6  | 18,1 | 12,4  | 8,3  | 17,5   |
| Средний суточный минимум, °C  | 3,1  | 4,1  | 6,4  | 9,9  | 14,0 | 17,5  | 19,9 | 19,6  | 16,7  | 12,7 | 8,0   | 4,4  | 11,4   |
| Норма осадков, мм             | 71,2 | 61,8 | 76,7 | 86,8 | 81,0 | 101,6 | 71,2 | 100,6 | 102,3 | 86,6 | 113,7 | 91,9 | 1045,4 |
| Источник: MeteoAM             |      |      |      |      |      |       |      |       |       |      |       |      |        |

| Относительная влажность воздуха, % | Относительная влажность воздуха, % | Относительная влажность воздуха, % | Относительная влажность воздуха, % | Относительная влажность воздуха, % | Относительная влажность воздуха, % | Относительная влажность воздуха, % | Относительная влажность воздуха, % | Относительная влажность воздуха, % | Относительная влажность воздуха, % | Относительная влажность воздуха, % | Относительная влажность воздуха, % | Относительная влажность воздуха, % |
| Янв                                | Фев                                | Мар                                | Апр                                | Май                                | Июн                                | Июл                                | Авг                                | Сен                                | Окт                                | Ноя                                | Дек                                | Год                                |
| 67                                 | 65                                 | 61                                 | 63                                 | 64                                 | 66                                 | 63                                 | 63                                 | 67                                 | 69                                 | 65                                 | 67                                 | 65                                 |
| ---------------------------------- | ---------------------------------- | ---------------------------------- | ---------------------------------- | ---------------------------------- | ---------------------------------- | ---------------------------------- | ---------------------------------- | ---------------------------------- | ---------------------------------- | ---------------------------------- | ---------------------------------- | ---------------------------------- |

| Число солнечных дней | Число солнечных дней | Число солнечных дней | Число солнечных дней | Число солнечных дней | Число солнечных дней | Число солнечных дней | Число солнечных дней | Число солнечных дней | Число солнечных дней | Число солнечных дней | Число солнечных дней | Число солнечных дней |
| Янв                  | Фев                  | Мар                  | Апр                  | Май                  | Июн                  | Июл                  | Авг                  | Сен                  | Окт                  | Ноя                  | Дек                  | Год                  |
| 3,1                  | 4,2                  | 4,6                  | 5,9                  | 7,3                  | 8,1                  | 9,3                  | 8,4                  | 7,0                  | 5,4                  | 3,3                  | 2,7                  | 69,3                 |
| -------------------- | -------------------- | -------------------- | -------------------- | -------------------- | -------------------- | -------------------- | -------------------- | -------------------- | -------------------- | -------------------- | -------------------- | -------------------- |

## Экономика
Экономика Триеста основана на развитой морской инфраструктуре, международном морском порту и логистике, которые обеспечивают значительную транзитную роль города в Европе. Город является важным транспортным узлом между Западной Европой, Центральной и Восточной Европой, Северной Африкой и Ближним Востоком. Кроме порта, в Триесте развиты нефтеперерабатывающая промышленность, судостроение и машиностроение. Региональная экономика региона Фриули-Венеция-Джулия, в котором расположен Триест, в значительной степени зависит от морской деятельности, составляющей около 7% регионального ВВП.

## Культура
- В Триесте уроженцы города Лука Турилли и Алессандро Старополи основали Rhapsody, самую известную метал-группу Италии.
- Итальянский прозаик и драматург Итало Звево, автор романа «Самопознание Дзено», родился в Триесте. В память о писателе в городе установлен памятник.
- Джеймс Джойс[4] провел в Триесте 10 лет, в период с 1905 по 1915.
- Ботанический сад Триеста, основанный в 1842 году.
- Музей Револтелла
- Городской театральный музей Карло Шмидля

## Наука
В Триесте расположено несколько национальных и международных научно-исследовательских институтов, в том числе:
- Университет Триеста
- СИССA (SISSA — итал. Scuola Internazionale Superiore di Studi Avanzati)
- Международный центр теоретической физики
- Международный центр генной инженерии и биотехнологий (англ.)
- Национальный институт ядерной физики (отделение)

В честь Триеста назван астероид (478) Тергест, открытый в 1901 году итальянским астрономом Луиджи Карнера, уроженцем этого города. В честь обсерватории Триеста назван астероид главного пояса. Он был открыт 11 октября 1906 года немецким астрономом Августом Копффом в Гейдельбергской обсерватории

## Средства массовой информации
С 1945 года в городе выходит газета на словенском языке Приморски дневник, освещающая жизнь словенского меньшинства в Италии.

## Достопримечательности
- Остатки древнеримских построек, в том числе, древнеримского театра.
- Базилика Сан Джусто с усыпальницей карлистских претендентов на испанский престол.
- Базилика Святого Сильвестра (XI века).
- Церковь Святого Спиридона.
- Церковь Святого Михаила.
- Замок Сан-Джусто, созданный на месте небольшой венецианской военной крепости (всё — XV век).
- Романтический замок Мирамаре (середина XIX в.), дом, в котором Джеймс Джойс писал «Улисса».
- Синагога Триеста, построенная в 1912 году, является одним из самых больших храмов приверженцев ортодоксального иудаизма в Европе.
- Немецкий концлагерь Рисьера-ди-Сан-Сабба.
- Единственный в Европе пляж, разделенный на мужскую и женскую половины уходящей в море стеной (Педочин).

В ближайших окрестностях — большой грот («Гротта Джигантэ» в природном парке «Вал Росандра») и средневековый замок Дуино.

### Галерея
- Площадь единства Италии
- Руины древнеримского театра
- Церковь Святого Спиридона
- Церковь Санта-Мария-Маджоре
- Церковь Святого Сильвестра
- Вид на порт и железнодорожную станцию

## Международные отношения

### Города-побратимы
- Гавр, Франция
- Бейрут, Ливан (1956)
- Дуала, Камерун (1971)
- Грац, Австрия (1973)
- Сантус, Бразилия (1977)
- Саутгемптон, Великобритания (2002)
- Николаев, Украина (1996)

### Города-партнёры
- Венеция, Италия (2008)
- Любляна, Словения (2008)
- Милан, Италия (2008)
- Риека, Хорватия (2011)
- Росток, Германия (2011)